# Felix Ritzinger
Felix Ritzinger (ur. 23 grudnia 1996 w Wiedniu) – austriacki kolarz szosowy, torowy i przełajowy.
Ritzinger jest wielokrotnym medalistą mistrzostw Austrii w kolarstwie szosowym, torowym i przełajowym. W młodszych kategoriach wiekowych stawał także na podium mistrzostw kraju w kolarstwie górskim.

## Osiągnięcia

### Kolarstwo szosowe
Opracowano na podstawie:

2019
- 3. miejsce w Tour of Szeklerland
  - 1. miejsce na etapie 3b

2020
- 3. miejsce w mistrzostwach Austrii (jazda indywidualna na czas)

2021
- 2. miejsce w GP Slovenia
- 2. miejsce w mistrzostwach Austrii (jazda indywidualna na czas)

## Rankingi

### Kolarstwo szosowe
| Rok             | 2017  | 2018  | 2019  | 2020  | 2021 | 2022  | 2023  | 2024 |
| --------------- | ----- | ----- | ----- | ----- | ---- | ----- | ----- | ---- |
| World Ranking   | 3005. | 2606. | 1589. | 1102. | 617. | 1182. | 1872. | 771. |
| UCI Europe Tour | 1897. | -     | 1054. | 852.  | 494. | 825.  | -     | -    |
|                 |       |       |       |       |      |       |       |      |
| Źródło: UCI     |       |       |       |       |      |       |       |      |